# 1350

## أحداث
- تأسيس مدينة أوكلاند وتقع حاليا في نيوزيلندا.
- تأسيس مدينة كارلوفي فاري وتقع حاليا في التشيك.
- أصبح هايام وروك حاكماً على إمبراطورية ماجاباهيت.
- ظهور الطاعون الأسود لأول مرة في اسكتلندا.
- 23 مايو - قامت مجموعة من أنصار ويليام الخامس كونت هولندا على ضوء صراعه على السلطة مع أمه مارغريت كونتسة هولندا بتأسيس عصبة القد.
- 5 سبتمبر - قيام رجال نبلاء محسوبين على التيار المحافظ في مقاطعة هولندا بتأسيس عصبة السنارة.
- 17 نوفمبر - اضطرار جمهورية جنوة إلى تسديد قرض لرابطة من المقرضين بنسبة فائدة تبلغ 10% وذلك بغية دفع الأعباء المترتبة على الحرب التي دخلتها جنوة مع جمهورية البندقية.[1]

## مواليد
- 13 أبريل – كونتيسة فلاندرز مارغريت الثالثة
- 27 يونيو – مانويل الثاني، إمبراطور بيزنطة
- 12 أكتوبر – دميتري دونسكوي، الدوق الأكبر على دوقية موسكو الكبرى وفلاديمير
- 27 ديسمبر – خوان الأول ملك أراغون
- تاريخ غير معروف
- مادهافا السنغماراي، عالم رياضيات هندي
- مانويل الثاني
- ابن الجزري
- محمد بن عمر الهواري
- محمد بن حمزة الفناري

## وفيات
- 26 مارس أو 27 مارس – ألفونسو الحادي عشر
- 22 أغسطس – فيليب السادس ملك فرنسا
- ابن قيم الجوزية

مُحتمل
- خوان رويز